# Koyamaia curvipes
Genre
Espèce
Koyamaia curvipes, unique représentant du genre Koyamaia, est une espèce d'opilions eupnois de la famille des Sclerosomatidae.

## Distribution
Cette espèce est endémique de Malaisie péninsulaire.

## Publication originale
- Suzuki, 1972 : « Opiliones of Semangkok Forest Reserve, Malaysia. » Journal of Science of the Hiroshima University, sér. B, Division 1 (Zoology), vol. 24, no 1, p. 1–37.